# Richemont
Die Compagnie Financière Richemont SA ist ein Schweizer Luxusgüterkonzern mit Sitz in Bellevue im Kanton Genf, der 1988 von Anton Ruperts Sohn, Johann Rupert, gegründet wurde. Im Laufe der Zeit hat der Konzern zahlreiche Unternehmen aufgekauft, deren Hauptgeschäftsbereiche Schmuck, Uhren, Schreibgeräte und Bekleidung sind. 
Die an der Schweizer Börse SIX Swiss Exchange kotierte Richemont SA gehört dem Swiss Market Index (SMI) der 20 liquidesten und grössten Titel der Schweizer Börse SIX an und beschäftigt rund 37,117 Mitarbeiter weltweit. Davon arbeiten etwa 8.400 in der Schweiz. Im Geschäftsjahr 2023/24 stieg der Umsatz auf 20,616 Milliarden Euro. Damit zählt Richemont zu den grössten Luxusgüterkonzernen der Welt. 

## Unternehmen
| Besitzverhältnisse | Besitzverhältnisse                             |
| ------------------ | ---------------------------------------------- |
| 9,1 %              | Compagnie Financière Rupert (50 % der Stimmen) |
| 10,9 %             | Richemont Sec.                                 |
| 80,0 %             | Streubesitz                                    |

## Unternehmensgeschichte
Die Richemont-Gruppe ging 1988 aus der südafrikanischen Rembrandt Group Ltd. (Remgro) hervor, die Johann Ruperts Vater, Anton Rupert, 1948 gegründet hatte. Rembrandt Group hielt zahlreiche Anteile an Tabak-, Luxusgüter, Finanz- und Schmuckfirmen. Rembrandt erwarb 1954 einen Mehrheitsanteil an dem britischen Tabakunternehmen Rothmans International. 1958 wurde die britische Carreras Tobacco Company aufgekauft und mit Rothmans verschmolzen. Diese kaufte 1967 die Aktienmehrheit an Alfred Dunhill auf. 1983 erwarb Rothmans etwas mehr als 20 % der Anteile an dem französischen Schmuck- und Uhrenhersteller Cartier (1964–68 von der Cartier-Familie verkauft) und erhöhte diese bis 1988 auf fast 50 %. 1988 entschied die Rupert-Familie ihre europäischen Aktivitäten abzuspalten und gründete dazu unter der Leitung von Johann Rupert die Richemont SA. Im gleichen Jahr erwarb Cartier die Uhrenhersteller Piaget und Baume & Mercier. 1992 kaufte Dunhill die Modemarke Karl Lagerfeld von der französischen Modefirma Cora Revillon, welche ebenjene wiederum 1987 erworben hatte.
1993 wurde die zu der Zeit zu 57 % im Besitz von Rothmans befindliche Dunhill-Holding – damals bestehend aus Alfred Dunhill, Montblanc (1977 erworben), Chloé (1985 erworben), Hackett London (1992 erworben) und Karl Lagerfeld (1992 erworben) – mit Cartier (zu 47 % im Besitz von Rothmans und zu fast 53 % im Besitz von Richemont) fusioniert und in Groupe Vendôme umbenannt, um den Luxusgüterbereich von der Tabaksparte abzuspalten. Richemont gehörten in der Folge 62 % an Rothmans und 70 % an der Groupe Vendôme. 1998 erfolgte die komplette Übernahme der Groupe Vendôme durch Richemont via Aufkauf der verbleibenden Minderheitsanteile. Die Marken Karl Lagerfeld und Hackett wurden 1997 bzw. 2005 verkauft. 1999 brachte Richemont sein Tochterunternehmen Rothmans International (BAT) als Sacheinlage in British American Tobacco gegen einen Anteil von etwas mehr als 20 % an BAT ein. Von Mitte bis Ende der 1990er Jahre diversifizierte Richemont in den Bereich Rundfunk (NetHold, Canal +, Vivendi), wodurch weitere Investitionen möglich wurden. Im Jahr 2000 kaufte Richemont für 1,8 Milliarden Euro die 1994 von Mannesmann erworbene Holding Les Manufactures Horlogères (LMH) aus Schaffhausen, zu der die Marken Jaeger-Lecoultre, IWC und A. Lange & Söhne gehörten. 2007 ging Richemont mit der Ralph Lauren Corporation ein Joint Venture über Uhren ein. 2008 wurden die Anteile von Richemont und Remgro von etwa 30 % an British American Tobacco in die Luxemburger Investmentgesellschaft Reinet ausgegliedert.
Ende Oktober 2019 kündigte Richemont ein Joint Venture unter dem Namen AZfashion mit dem Modeschöpfer Alber Elbaz an, der Ende 2015 nach 14 Jahren als Kreativdirektor bei Lanvin entlassen worden war.

## Tochterfirmen
Folgende Unternehmen gehören heute zur Richemont-Gruppe:
Sämtliche Unternehmen sind zu 100 % im Besitz von Richemont, mit Ausnahme von Yoox-Net-A-Porter (95 %) und Roger Dubuis (60 %). Die Modemarke Karl Lagerfeld wurde 1997 von Groupe Vendôme stillgelegt und die Markenrechte an den deutschen Modeschöpfer übertragen. Die Herrenbekleidungskette Hackett, die seit 1992 im Besitz von Dunhill war, wurde 2005 von Richemont an die spanische Investorengruppe Torreal (Pepe Jeans London) verkauft.
Juweliere:
- Buccellati (1919, Mailand) – Schmuck, Uhren etc. (2019 erworben)
- Cartier (1847, Paris) – Schmuck, Uhren etc.
- Van Cleef & Arpels (1906, Paris) – Schmuck, Uhren etc. (1999–2003 erworben)

Uhrenhersteller:
- A. Lange & Söhne (1845, Glashütte) – Uhren (2000–2003 erworben)
- Baume & Mercier (1830, Genf) – Uhren (1988 via Cartier erworben)
- Donzé-Baume (1868, Les Breuleux) – Accessoires für Armbanduhren (2007 erworben)
- IWC (1868, Schaffhausen) – Uhren (2000 erworben)
- Jaeger-LeCoultre (1833, Le Sentier) – Uhren (2000 erworben)
- Minerva (Uhrenmanufaktur) (1858, Villeret BE) – Uhren (2006 erworben)
- Officine Panerai (1860, Florenz) – Uhren (1997 erworben)
- Piaget (1874, Genf) – Schmuck, Uhren (1988 via Cartier erworben)
- Roger Dubuis (1995, Genf) – Schmuck, Uhren (2008 mehrheitlich erworben)
- Vacheron Constantin (1755, Genf) – Uhren (1996 von Groupe Vendôme erworben)

Online-Händler:
- Yoox-Net-A-Porter (2015, Mailand) – Luxuskleidung und -accessoires (Richemont erwarb von 2002 bis 2010 Anteile an Net-A-Porter (2000, London); 2015 wurde Net-A-Porter mit Yoox (2000, Mailand) fusioniert; 2018 erwarb Richemont Yoox-Net-A-Porter)
- Watchfinder & Co. (2002, London) – gebrauchte Uhren (2018 erworben)

Mode & Accessoires:
- Alaïa (1981, Paris) – Damen-Designerkleidung, Accessoires, Parfüm (2007 erworben)
- Chloé (1952, Paris) – Damen-Designerkleidung, Accessoires, Parfüm (1998 via Dunhill erworben)
- Delvaux (1829, Brüssel) – belgische Feintäschnerei,[8] der älteste Hersteller für luxuriöse Lederwaren[9] (2021 erworben)
- Dunhill (1893, London) – Bekleidung, Lederwaren und Tabakwaren, namentlich Tabakspfeifen (1998 erworben)
- James Purdey & Sons (1814, London) – Bekleidung und Jagdwaffen (1994 erworben)
- Montblanc (1906, Hamburg) – Schreibgeräte, Uhren, Lederwaren, Accessoires etc. (1998 via Dunhill erworben)
- Peter Millar (2001, Raleigh/North Carolina) – Freizeit-Bekleidung für Damen, Herren und Kinder sowie Accessoires (2012 erworben)
- Serapian (1928, Mailand) – Lederaccessoires (2017 erworben)

ehemalige Marken (Auswahl):
- Hackett London (1979/1983, London) –  Herrenmode (1992 von Dunhill erworben, 2005 von Richemont an Torreal verkauft)
- Karl Lagerfeld (1984, Paris) – Mode und Accessoires (1992 von Dunhill erworben, 1997 stillgelegt und Rechte an Lagerfeld übertragen)
- Lancel (1876, Paris) – Lederwaren (1997 erworben, 2018 an Piquadro verkauft)
- Shanghai Tang (1994, Hong Kong) – Bekleidung für Damen, Herren und Kinder sowie Accessoires (1998–2008 erworben, 2017 verkauft)
- Sulka (1895, New York City) – Herrenausstatter (1989 erworben, 2001 stillgelegt)